# Дені Папен
Дені Папен (фр. Denis Papin; 22 серпня 1647, Блуа — 26 серпня 1713, Лондон) — французький математик, фізик, винахідник пароварки та парової машини.

## Біографія
Папен народився у французькому місті Блуа в 1647 році. В Університеті Анже він вивчав медицину та здобув ступінь доктора. Але лікарем Папен не став. Його долю визначила зустріч з голландським фізиком Христіаном Гюйгенсом, під впливом якого Папен почав вивчати фізику та механіку. В 1688 році він опублікував зі своїми конструктивними доповненнями опис поданого Гюйгенсом до Паризької академії наук проекту порохового двигуна в формі циліндра з поршнем.
Папен вивчав роботу поршня в циліндрі. В 1690 році в Марбурзі він створив паровий двигун, який здійснював корисну роботу за рахунок нагрівання та конденсації пари. Це був один з перших парових котлів. Папен створив і вперше застосував у конструкції парового котла запобіжний клапан. Конструкцію парової машини (циліндр та поршень) Дені Папену підказав Лейбніц.

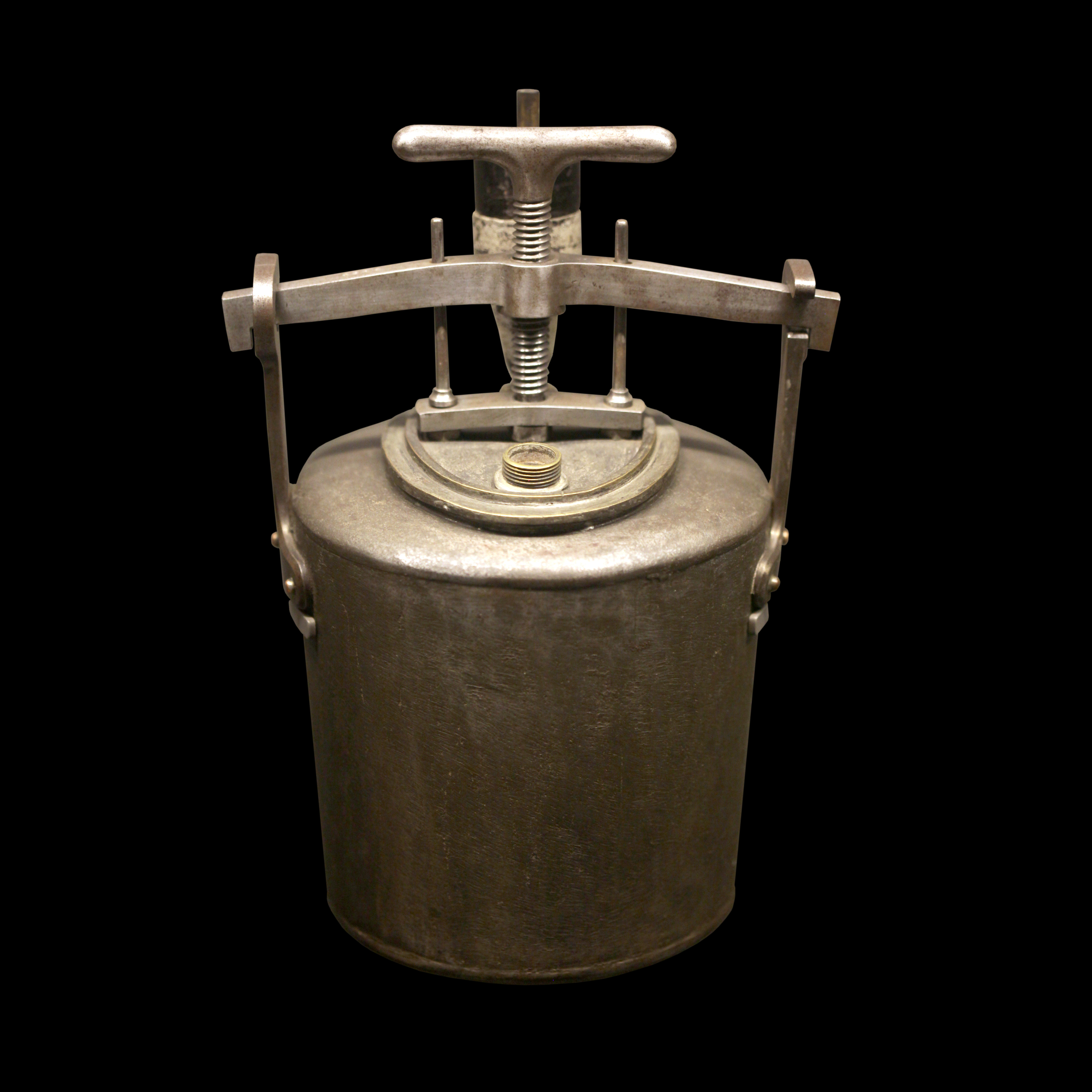
Паровий циліндр Папена

Папен також запропонував конструкцію відцентрового насоса, сконструював піч для плавки скла, парову повозку та підводний човен, винайшов скороварку та декілька машин для підйому води.
З 1707 року він жив у Лондоні. Остання інформація про життя Дені Папена — його лист від 23 січня 1712 року.